# Route nationale 1 (Madagaskar)
Route Nationale 1 (RN 1) is een nationale weg in Madagaskar van 149 kilometer, de weg loopt van de hoofdstad Antananarivo via Analavory naar Tsiroanomandidy.  De weg doorkruist de regio's Analamanga en Bongolava.